# Chiara Pellacani
Pour les articles homonymes, voir Pellacani.
Chiara Pellacani, née le 12 septembre 2002 à Rome, est une plongeuse italienne.

## Carrière
Le 12 août 2018, elle devient, avec Elena Bertocchi, championne d’Europe du tremplin de 3 m synchronisé. Elle devient à 15 ans seulement la plus jeune Italienne médaillée en natation.
Aux Championnats d'Europe de plongeon 2019, elle est médaillée d'or au plongeon synchronisé à 10 mètres avec Noemi Batki.
Elle est médaillée d'argent en plongeon par équipes et médaillée de bronze en tremplin à 1 mètre aux Championnats d'Europe de natation 2020 à Budapest.

## Palmarès

### Championnats du monde
- Championnats du monde 2022 à Budapest ( Hongrie) :
  -  Médaille d'argent du tremplin à 3 m synchronisé mixte
- Championnats du monde 2023 à Fukuoka ( Japon) :
  -  Médaille de bronze du tremplin à 3 m synchronisé
  -  Médaille de bronze du tremplin à 3 m synchronisé mixte
- Championnats du monde 2024 à Doha ( Qatar) :
  -  Médaille d'argent du tremplin à 3 m synchronisé mixte
- Championnats du monde 2025 à Singapour ( Singapour) :
  -  Médaille d'or du tremplin à 3 m synchronisé mixte
  -  Médaille de bronze du tremplin à 1 m
  -  Médaille de bronze du tremplin à 3 m

### Championnats d'Europe

#### Championnats d'Europe de natation
- Championnats d'Europe 2018 à Glasgow ( Royaume-Uni) :
  -  Médaille d'or du plongeon synchronisé à 3 m (avec Elena Bertocchi).
- Championnats d'Europe 2020 à Budapest ( Hongrie) :
  -  Médaille d'or du plongeon synchronisé mixte à 3 m  (avec Matteo Santoro).
  -  Médaille d'argent du plongeon individuel à 3 m.
  -  Médaille d'argent du plongeon synchronisé à 3 m (avec Elena Bertocchi).
  -  Médaille d'argent du plongeon par équipes mixte.
  -  Médaille de bronze du plongeon individuel à 1 m.
- Championnats d'Europe 2022 à Rome ( Italie) :
  -  Médaille d'or du plongeon individuel à 3 m.
  -  Médaille d'or du plongeon par équipes mixte.
  -  Médaille d'argent du plongeon synchronisé à 3 m (avec Elena Bertocchi).
  -  Médaille de bronze du plongeon individuel à 1 m.
  -  Médaille de bronze du plongeon synchronisé mixte à 3 m (avec Matteo Santoro).

#### Championnats d'Europe de plongeon
- Championnats d'Europe 2019 à Kiev ( Ukraine) :
  -  Médaille d'or du plongeon synchronisé à 10 m (avec Noemi Batki).
- Championnats d'Europe 2023 à Rzeszów ( Pologne) :
  -  Médaille d'or du plongeon individuel à 3 m.
  -  Médaille d'or du plongeon synchronisé mixte à 3 m (avec Matteo Santoro).
  -  Médaille d'argent du plongeon par équipes mixte.
  -  Médaille de bronze du plongeon synchronisé à 3 m (avec Elena Bertocchi).
- Championnats d'Europe 2025 à Antalya ( Turquie) :
  -  Médaille d'or du plongeon individuel à 1 m.
  -  Médaille d'argent du plongeon synchronisé mixte à 3 m (avec Matteo Santoro).
  -  Médaille de bronze du plongeon par équipes mixte.